# Пет Бізлі
Альберт «Пет» Бізлі (англ. Albert "Pat" Beasley, 16 липня 1913, Стаурбридж — 27 лютого 1986, Тонтон) — англійський футболіст, що грав на позиції півзахисника, зокрема за лондонські «Арсенал» та «Фулгем», а також за національну збірну Англії. По завершенні ігрової кар'єри — тренер.

## Клубна кар'єра
Народився 16 липня 1913 року в місті Стаурбридж. Вихованець юнацьких команд «Куклі» та «Стаурбридж».
У дорослому футболі дебютував 1931 року виступами за лондонський «Арсенал», в якому провів шість сезонів, взявши участь у 79 матчах чемпіонату. За цей час двічі, у 1934 і 1935 роках, виборював титул чемпіона Англії.
Протягом 1937—1939 років захищав кольори клубу «Гаддерсфілд Таун».
Після завершення Другої Світової війни повернувся до футболу, приєднавшись 1948 року до команди «Фулгема», якому у першому ж сезоні допоміг тріумфувати у розіграші другого дивізіону англійського футболу. Загалом відіграв за цей лондонський клуб чотири сезони своєї ігрової кар'єри.
Завершував ігрову кар'єру у «Бристоль Сіті», де протягом 1950—1952 років був граючим тренером.

## Виступи за збірну
1939 року провів свою єдину гру у складі національної збірної Англії, у якій відзначився голом у ворота збірної Шотландії, допомігши англійцям здобути перемогу 2:1.

## Кар'єра тренера
Розпочав тренерську кар'єру, ще продовжуючи грати на полі, 1950 року, очоливши тренерський штаб клубу «Бристоль Сіті» як граючий тренер. За два роки зосередився на тренерській роботі і тренував команду із Бристоля до 1958 року.
Згодом у 1959–1960 роках працював із «Бірмінгем Сіті», останнім місцем його тренерської роботи був «Довер», головним тренером команди якого Пет Бізлі був з 1961 по 1964 рік.
Помер 27 лютого 1986 року на 73-му році життя в Тонтоні.

## Титули і досягнення
- Чемпіон Англії (2):

«Арсенал»: 1933-1934, 1934-1935